# Entwicklung des Stadtgebiets von Dresden
Die Entwicklung des Stadtgebiets von Dresden vollzog sich wie folgt:

## Überblick
Zunächst kamen die Dresdner Vorstädte zum Stadtgebiet hinzu, so dass Dresden bis um 1890 im Wesentlichen nur die heutigen Gemarkungen Altstadt I und II sowie Neustadt und Friedrichstadt umfasste. Von 1836 bis 1999 wurden insgesamt 65 Landgemeinden, vier Gutsbezirke sowie die Stadt Klotzsche nach Dresden eingemeindet. Seither besteht die Landeshauptstadt Dresden aus 10 Stadtbezirken und 9 Ortschaften.

## Eingemeindungen im Einzelnen
| Jahr             | Orte | Gesamtfläche in km² nach Eingemeindung |
| ---------------- | --- | -------------------------------------- |
| um 1530          | Neumarktgebiet (Fischerdorf um die Kirche zu unserer Lieben Frau) | 000,9                                  |
| 23. März 1549    | Altendresden (spätere Innere Neustadt) | 001,60                                 |
| 18. August 1550  | Neufestlegung der Weichbildgrenze Dresdens durch kurfürstlichen Befehl: Pirnaische Vorstadt, die beiden Seevorstädte, Poppitz, Fischersdorf (zur späteren Wilsdruffer Vorstadt gehörend), Südteile der späteren Äußeren Neustadt und der später so bezeichneten Leipziger Vorstadt kommen zu Dresden. Auf den dadurch zu Dresden gehörenden Fluren entstehen einige Jahrhunderte später die Johannstadt (ab 1873) und ab etwa 1850 die Südvorstadt. Abmarkungen durch Weichbildsteine ab 1501 (Eigeninitiative des Rates, streitbehaftet), nunmehr Befehl (siehe Liste der Weichbildsteine in Dresden) | 019,00                                 |
| 1836             | Friedrichstadt, Radeberger Vorstadt, Nordteile der Äußeren Neustadt (Antonstadt) und Leipziger Vorstadt (außer der „Jeßnitz“ genannten Flur des späteren Oberen Hechts) | 026,40                                 |
| 1. Januar 1866   | Neudorf (Westteil der Leipziger Vorstadt) | 028,60                                 |
| 1. Januar 1892   | Albertstadt, Strehlen | 034,63                                 |
| 1. Juli 1892     | Striesen | 038,02                                 |
| 1. Juli 1897     | Pieschen, Trachenberge (mit Wildem Mann inklusive späterem Oberen Hecht), Teile von Hellerberge (Bereich Hellerschänke) | 041,93                                 |
| 1. August 1899   | Albertpark | 043,11                                 |
| 1. April 1901    | Gruna (mit Neugruna) | 044,88                                 |
| 1. Juli 1902     | Räcknitz, Seidnitz, Zschertnitz | 049,09                                 |
| 1. Januar 1903   | Cotta, Kaditz, Löbtau, Mickten, Naußlitz, Plauen, Trachau, Übigau, Wölfnitz | 067,50                                 |
| 1909             | Volkspark Leutewitz | 067,63                                 |
| 1. Juli 1912     | Teil der Jungen Heide, Tolkewitz | 069,74                                 |
| 1. Januar 1913   | Reick | 071,95                                 |
| 1. April 1921    | Blasewitz, Briesnitz, Bühlau (mit Quohren), Coschütz, Dobritz, Gostritz, Kaitz, Kemnitz, Kleinpestitz, Kleinzschachwitz, Laubegast, Leuben, Leutewitz, Loschwitz, Mockritz, Niedergorbitz, Obergorbitz, Rochwitz, Stetzsch, Weißer Hirsch | 106,03                                 |
| 1. Juni 1921     | Leubnitz-Neuostra, Prohlis, Torna | 110,53                                 |
| 1. Oktober 1924  | Kammergut Gorbitz | 111,45                                 |
| 1. April 1927    | Friedrich-August-Park (Waldpark Weißer Hirsch), Jägerpark (Albertstadt), Waldfriedhof | 112,71                                 |
| 1928             | Neuvermessung | 112,23                                 |
| 1. Januar 1930   | Lockwitz (mit Nickern) | 119,14                                 |
| 15. Oktober 1930 | Omsewitz (mit Burgstädtel), Wachwitz | 122,87                                 |
| 1. Januar 1934   | Ausgliederung der Albertstadt | 119,20                                 |
| 1. Juli 1945     | Albertstadt, Dölzschen (mit Neunimptsch, Roßthal), Gittersee | 128,10                                 |
| 4. März 1949     | Staatsforstgebiet Dresdner Heide (mit Junger Heide und dem Heller) | 177,00                                 |
| 1. Juli 1950     | Hellerau (mit Rähnitz), Hosterwitz, Stadt Klotzsche, Niederpoyritz, Niedersedlitz (mit Groß- und Kleinluga), Oberpoyritz, Pillnitz, Pillnitzer Kammergut, Söbrigen, Wilschdorf, Zschachwitz (bestehend aus Großzschachwitz, Meußlitz und Sporbitz), Zschieren | 219,76                                 |
| bis 1956         | Grenzbereinigungen | 223,98                                 |
| 1957             | Flughafenerweiterung Weixdorf | 225,56                                 |
| 1959             | Grenzbereinigungen | 225,75                                 |
| 1996             | Grenzbereinigungen | 225,76                                 |
| 1. Januar 1997   | Altfranken | 227,04                                 |
| 1. Juli 1997     | Cossebaude (mit Gohlis, Neu-Leuteritz, Niederwartha, Oberwartha) | 237,22                                 |
| 1998             | Grenzbereinigungen | 237,24                                 |
| 1. Januar 1999   | Gewerbegebiet Boxdorf, Gompitz (mit Ockerwitz, Pennrich, Roitzsch, Steinbach, Unkersdorf, Zöllmen), Kauscha, Langebrück (mit Schönborn), Mobschatz (mit Alt-Leuteritz, Brabschütz, Merbitz, Podemus, Rennersdorf), Schönfeld-Weißig (mit Borsberg, Cunnersdorf, Eichbusch, Eschdorf, Gönnsdorf, Helfenberg, Krieschendorf, Malschendorf, Pappritz, Reitzendorf, Rockau, Rossendorf, Schönfeld, Schullwitz, Weißig, Zaschendorf), Weixdorf (mit Lausa, Friedersdorf, Gomlitz, Marsdorf) | 328,30                                 |

## Karten

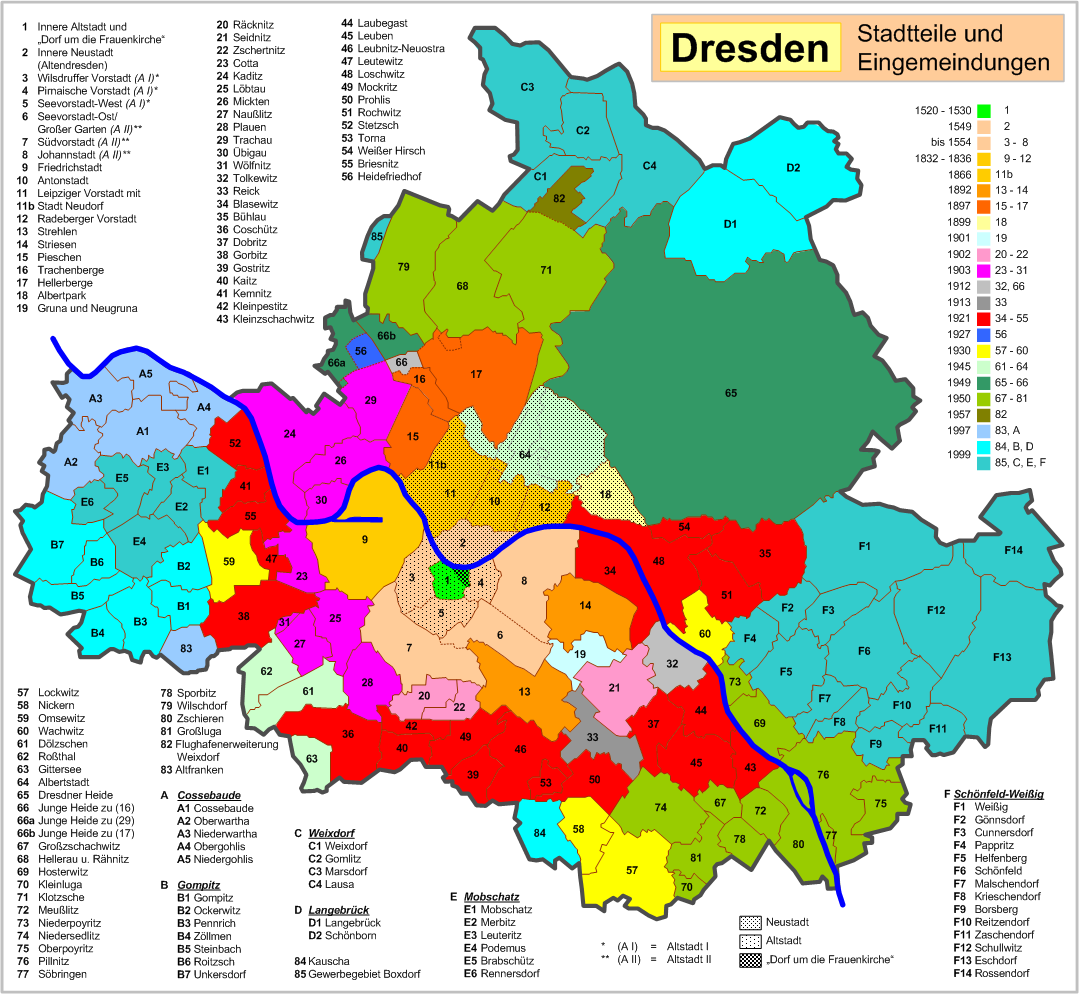
Die Eingemeindungen aller Dresdner Gemarkungen
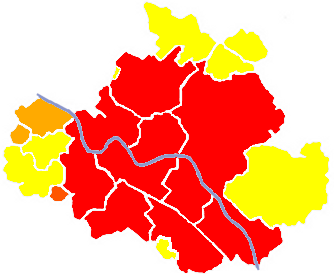
Eingemeindungen 1997–1999. Rot: Stadtgebiet 1957–1997. Eingemeindungen: Orangerot Jan. 1997. Orange Juli 1997. Gelb Jan. 1999.
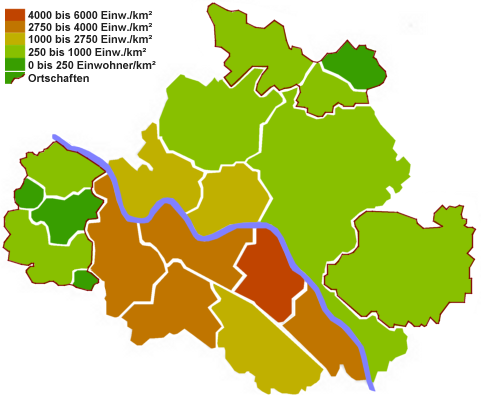
Bewohner pro km² der einzelnen Stadtbezirke